# Grafismos indígenas

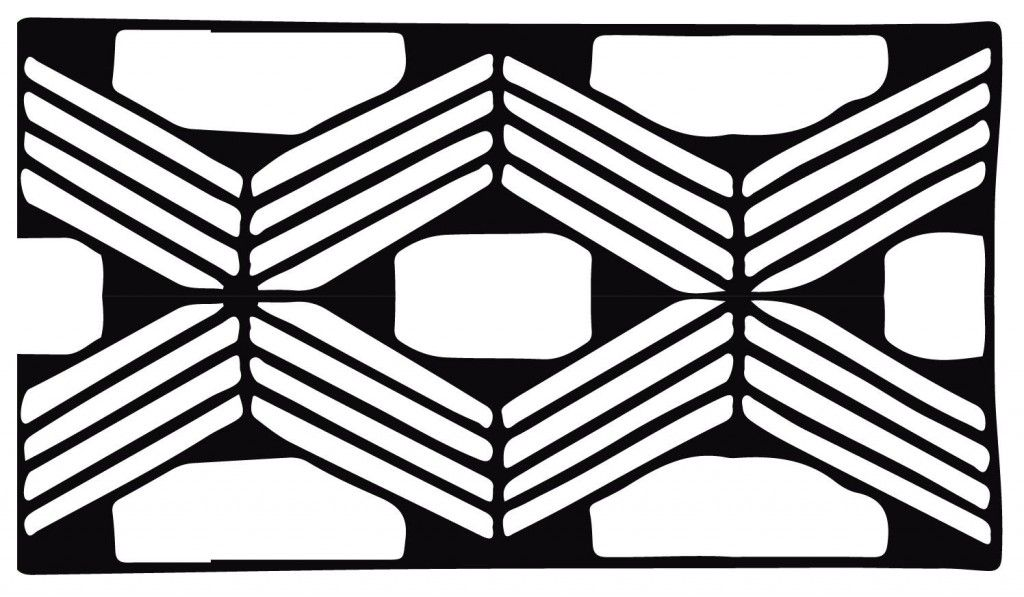
Grafismo Etnia Moitará

Os grafismos indígenas são todas as artes gráficas aplicadas à cultura dos povos da região geográfica conhecida hoje como Brasil, sendo uma maneira de representar ideias, pensamentos, vivências e experiências através de linhas e padrões geralmente geométricos. Os traços criam padrões que se expandem por diferentes culturas e com diversidade de significados. Nesse sentido, para além de conteúdo decorativo, os grafismos representam peixes, cobras, tartarugas, pegadas, rios, entre outras coisas. Também trazem um teor religioso, cultural, antropológico e etnográfico para cultura indígena.

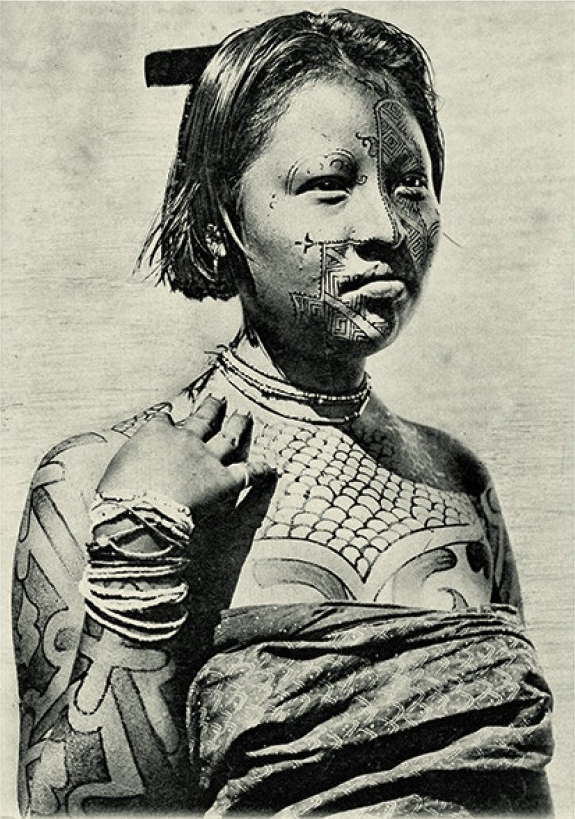
Mulher Kadiwéu do Rio Nabileque, Brasil

O grafismo indígena é uma parte importante no processo cultural e está presente nas pinturas corporais, não somente como um acréscimo à beleza estética, mas também de significados sociológicos e religiosos. Os motivos gráficos surpreendem pela sua diversidade, alguns grupos indígenas não se pintam, ou mesmo se o faz, não tem mais os sentidos e significados, tantos sociais como religiosos.

## Grafismos corporais e sociedade
O grafismos corporais, além de possuírem valor estético, estão relacionados ao papel social de cada indivíduo em sua comunidade. Considerando a relação entre a estrutura social e a maneira de tratar o corpo, aponta-se que a técnica do grafismo corporal também desempenha a função de comunicação que, por meio dos símbolos e das referências, esclarece a organização social de um povo. Por meio desta linguagem podem ser comunicadas categorias como: estado civil, ritos e uma identificação entre aldeias. Os significados das imagens também dizem respeito aos costumes e a identidade de cada povo. Por ser uma forma de se comunicar, as técnicas das pinturas são ensinadas durante a infância por meio de atividades do cotidiano, assim, os valores e a arte são passados de geração em geração desde cedo.
As pinturas corporais são produzidas com materiais naturais encontrados na natureza, como por exemplo o povo Xerente que na ornamentação corporal básica utiliza das cores, vermelho, preto e branco. A cor preta extraída do carvão pulverizado e misturado ao "pau-de-leite", o vermelho é extraído principalmente da semente do urucum, o branco é sobreposto na pintura, geralmente são detalhes feitos com penugem de periquito.

### Objetivos
No exemplo da arte corporal indígena, a diversidade de elementos gráficos traz interpretações que sugerem contatos entre tribos. Os símbolos geométricos que variam entre abstratos e naturalistas indicam códigos não apenas internos, mas também extra locais, sendo utilizados para identificar ou reconhecer um grupo étnico.
A pintura corporal, atividade que os Kayapó desenvolveram ao extremo, tanto em nível do ritual quanto do cotidiano, possui as características de um sistema de comunicação visual rigidamente estruturado, capaz de simbolizar eventos, processos, categorias e status e dotado de estreita relação com outros meios de comunicação, verbais e não-verbais.
Em alguns povos, como os Kayapó-Xikrin, a pintura tanto pode significar preparação para uma batalha como pode servir como forma de ornamentação. As mulheres Xikrin se pintam mutuamente em sessões de pintura facial e corporal escolhidas com antecedência, participam das sessões mulheres casadas e com filhos, em algumas ocasiões, quando o grupo é muito grande, são divididas  em dois grupos entre as mais jovens e as mais velhas, contudo o conteúdo da sessão permanece o mesmo, podendo variar apenas o motivo decorativo.A arte corporal é transmitida por meio da memória cultural herdada de seus antepassados e pela mitologia que explica sua existência. Além disso, as pinturas são verificadas em toda a história da humanidade.
Nesse contexto, as pinturas dos adultos se diferem das infantis. No caso dos adultos, os motivos decorativos são menores e a pintura possui padrões mais rígidos, seguindo regras ligadas a organizações sociais, dependendo da categoria à qual o indivíduo pertence ― de acordo com estado civil, posição social e gênero ― e após determinados eventos que devem ser marcados ― como um casamento, retorno de uma guerra ou fim de um luto.

### Arte formativa
O grafismo corporal é constituído de aspectos simbólicos da vida sociocultural que transmitem significados históricos, possibilitando a preservação da memória coletiva e a perpetuação dos costumes. Os ensinamentos se iniciam durante a infância, para que haja uma formação cultural e os costumes sejam passados de geração em geração. Assim, as crianças começam a aprender as técnicas das pinturas de maneira didática, por meio do trabalho de educadores e propostas pedagógicas, que fazem elas vivenciarem a arte desde cedo. Neste processo, são utilizados elementos da natureza, como a pintura do peixe tucunaré, uma pintura cotidiana que pode ser usada por todas as pessoas, independentemente da idade ou gênero. 
As técnicas do grafismo corporal são passadas de geração em geração através da oralidade, das atividades do cotidiano, assim, as crianças, desde cedo têm contato com a arte. Em algumas etnias são passadas somente para as mulheres, tendo elas a obrigação de manter esta tradição, ensinando às filhas. 

## Grafismo nas produções de peças artísticas
A arte gráfica insere-se num sistema de comunicação visual altamente estruturado, marcando eventos e status específicos. É a expressão estética e declaração simbólica acerca da vida social.A representação figurativa é tratada como um sistema de comunicação, desde pequenos eles são habituados a ver os mesmos significados para cada elemento gráfico dentro da comunidade

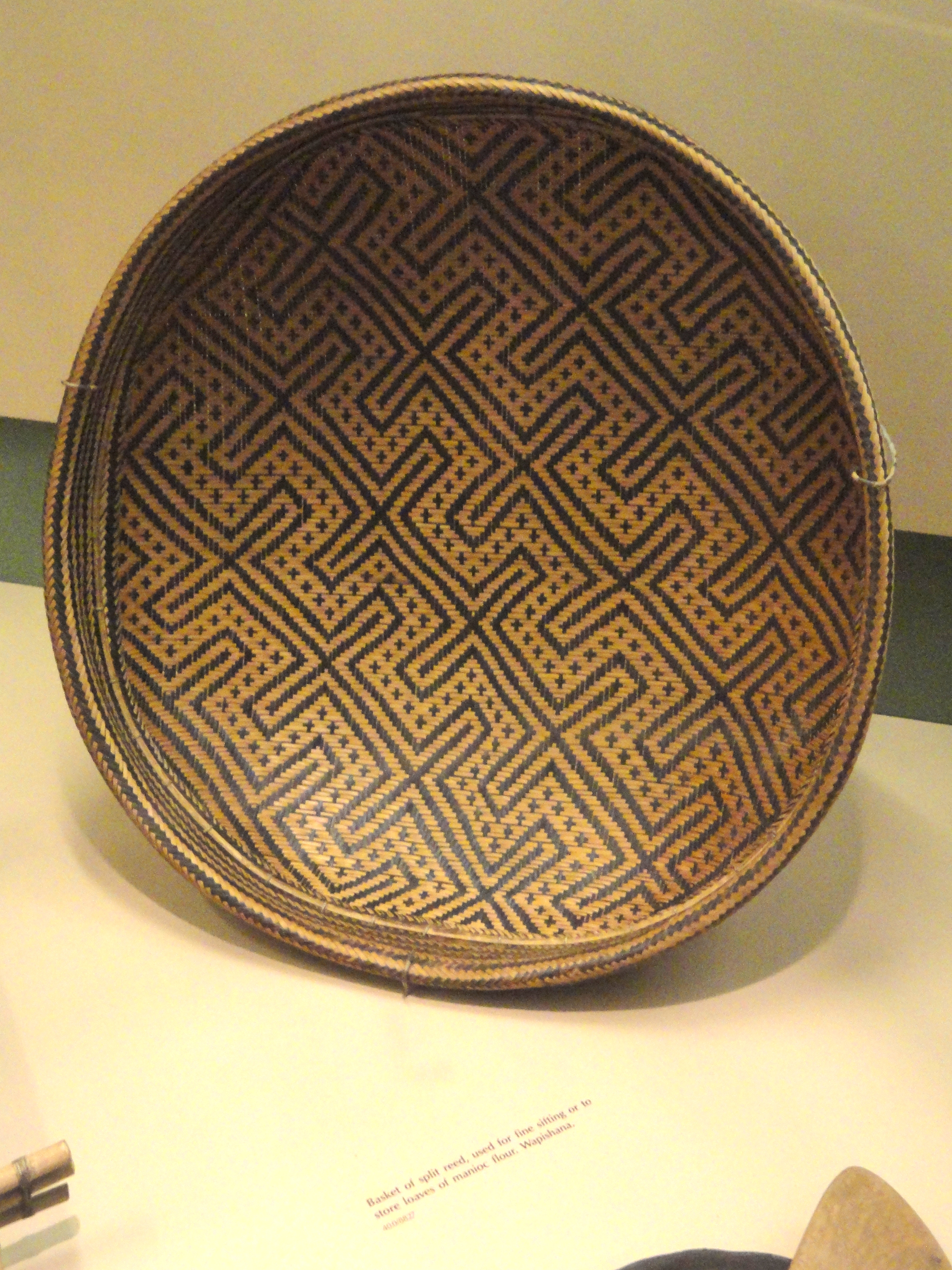
Cestaria Wapishana

Tudo que é produzido se relaciona com os outros meios de comunicação daquelas sociedades, quais as suas conexões internas, capazes de conferir-lhe características e funções específicas e capazes de dar conta de sua persistência. Os povos criam a sua cultura material, suas artes, apegam-se a elas, e constroem as suas relações e percebem seus termos através delas. Percebe-se que a obra de arte faz parte das experiências de uma sociedade - sua especificidade, sua autonomia, seu valor estético não a separam absolutamente das outras manifestações, materiais e intelectuais, da vida humana.
  

A decoração é a projeção gráfica de uma realidade de outra ordem, da qual o indivíduo enquanto indivíduo também participa, projetado no cenário social através da pintura que o veste, as peças produzidas se confundem com o corpo humano e os espíritos da mata.  Os elementos corporais dividem-se em aqueles de uso quotidiano e aqueles de uso ritual. São retratadas cenas da vida cotidiana e de elementos do repertório mítico de suas sociedades. Os estilos culturais distintos evidenciam-se na forma e na temática.

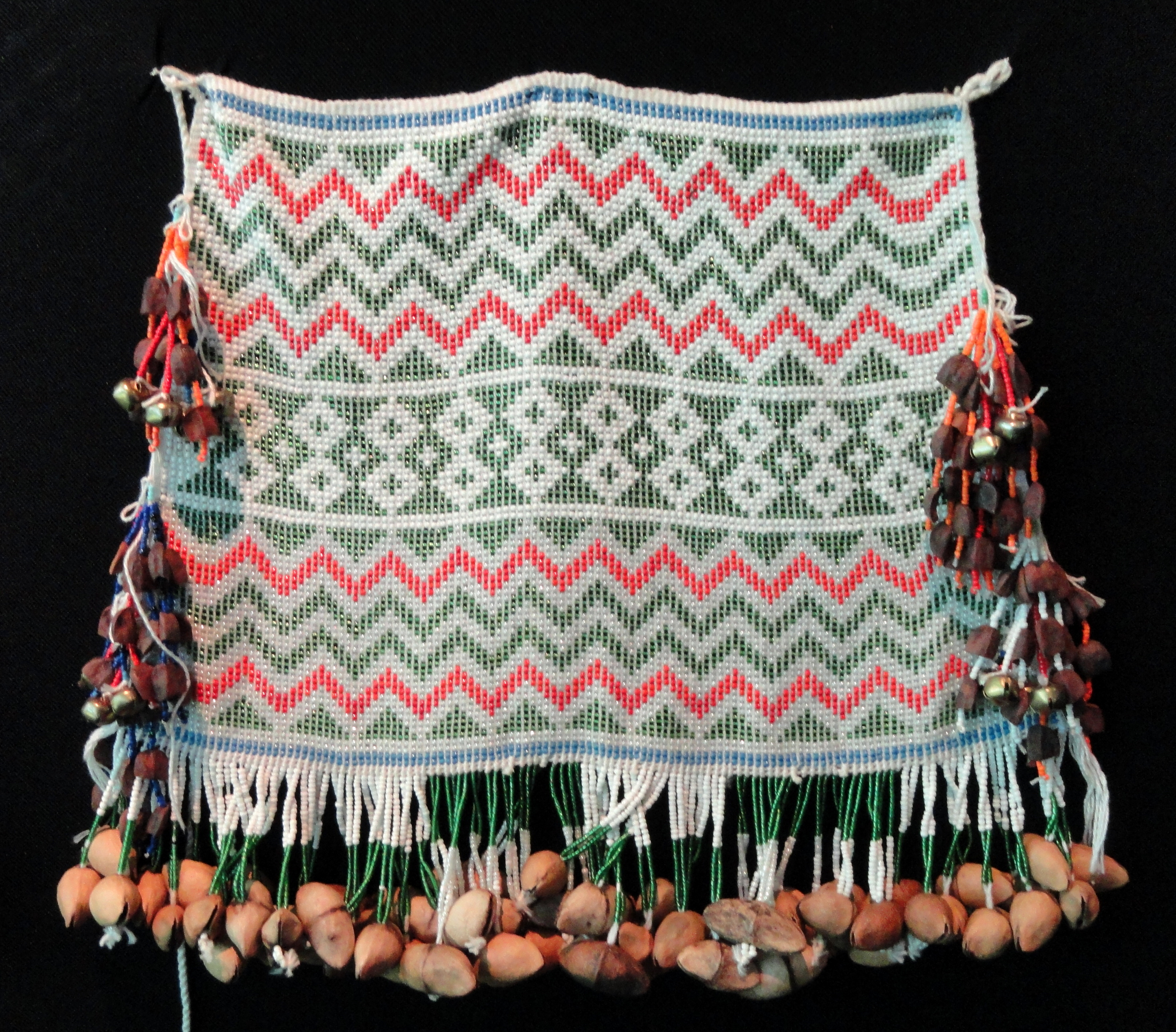
Miçanga do povo Tiriyó-Kaxuyana

Folhas, miçangas, penas e fibras são produzidas para a confecção de diversas peças. As cerâmicas, cabaças, trançados e couros são trabalhados com os mesmos padrões aplicados sobre a pele. No que se refere aos adornos corporais, os produtos da atividade plumária apresentam-se como os mais expressivos. Usados principalmente nos ritos e cerimônias, são símbolos e não simplesmente elementos decorativos.
Tanto na pintura corporal como na confecção de adornos, o conjunto de elementos básicos empregados pelos diferentes grupos apresenta uma certa homogeneidade: materiais tintórios provenientes do jenipapo e do urucu, para a pintura do corpo; penas e penugens de aves, para a confecção de adornos.

## Grafismo e iconografia Waiãpi
A Arte Kusiwa é um sistema de representação gráfico próprio dos povos indígenas Waiãpi, do Amapá, que sintetiza seu modo particular de conhecer, conceber e agir sobre o universo. Como ocorre entre várias sociedades norte-amazônicas, os artistas Waiãpi preferiram temas condizentes com sua cosmologia e sua tradição mítica, amplamente associada ao mundo animal, especialmente aos grupos aquáticos.
A análise dos grafismos e da iconografia dos povos Waiãpi, são exemplares únicos de “desenhos espontâneos”, homens e mulheres adultos, escolhem cores, traços e temas conforme suas vontades. Os indígenas usam composições de padrões Kusiwa - padrão gráfico, abstrato - nas costas, na face e nos braços. A pintura é para todos os dias e quando os adultos se pintam, os jovens aprendem a fazer composições de kusiwarã no corpo. A aplicação, no corpo, de motivos kusiwa informa muito pouco sobre o status social: não existem motivos reservados para determinadas categorias de pessoas, discriminadas por sexo ou idade. A pintura acompanha os outros itens do vestuário e, por essa razão, como as mulheres usam saias, não pintam as coxas e raramente pintam os seios, enquanto os homens usam composições que cobrem a totalidade do torso. As crianças pequenas, justamente por não usarem tangas, têm todo o corpo pintado. 
Os Waiãpi utilizam três tipos de tintas para a ornamentação do corpo: o jenipapo, o urucum e as resinas. Muitas vezes, essas tintas são aplicadas juntas - em justaposição ou ainda superpostas - formando composições em vermelho-claro do urucum, vermelho-escuro da resina laca e preto azulado do jenipapo.
A arte gráfica está presente na gravação de cuias e cabaças, na pintura da cerâmica e na decoração de cestos de aruanã.
Em 2002 as artes e a iconografia Waiãpi foram inscritas no Livro de Registro das Formas de Expressão, no ano seguinte recebeu pela UNESCO, o título de Patrimônio Cultural Imaterial da Humanidade. Em 1996 a terra Indígena Waiãpi foi demarcada e homologada.

## Arte gráfica Kaiapó

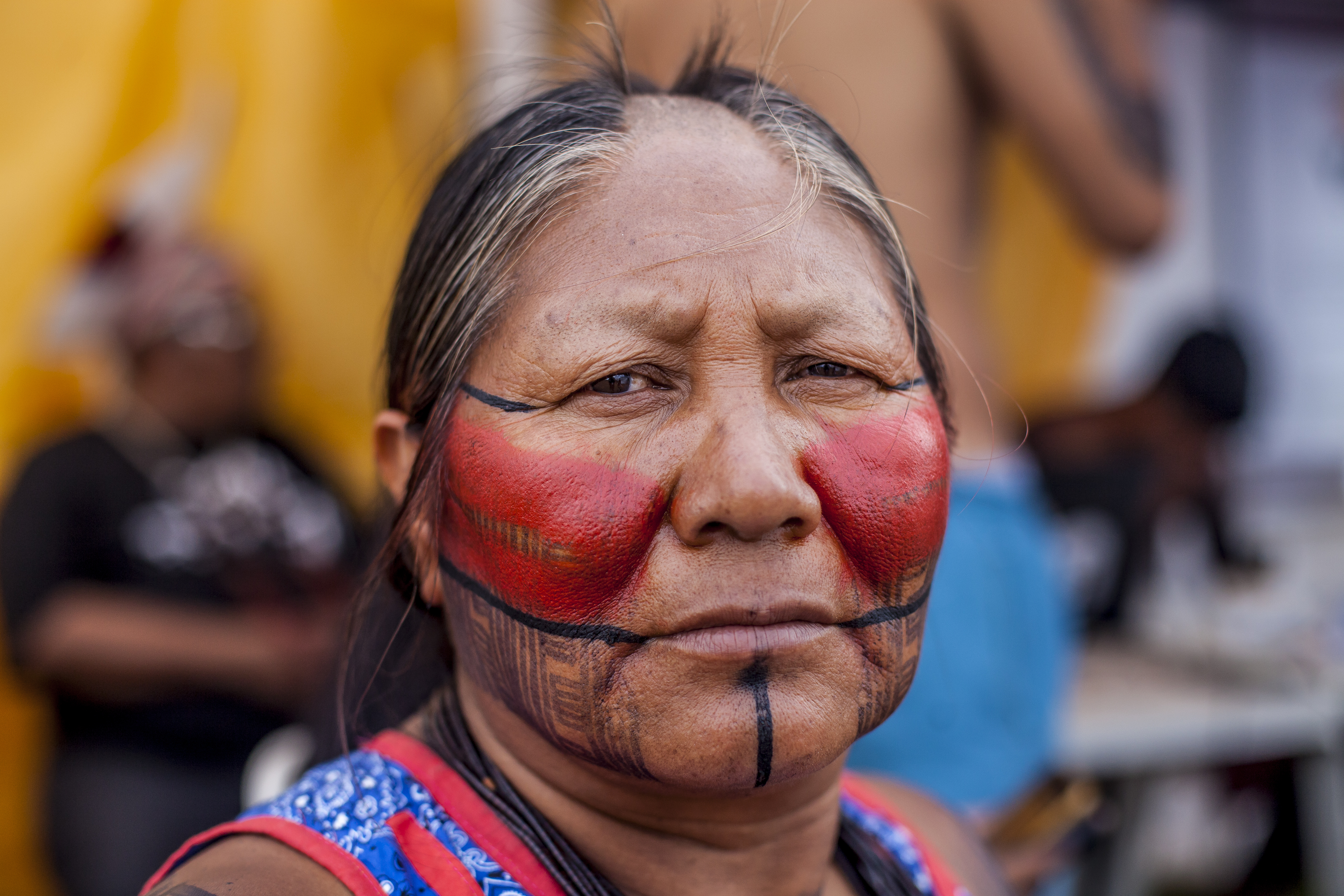
Tuíre Kayapó - Líder e guerreira kayapó, ativista dos direitos indígenas e do meio ambiente.

A comunidade dos Kayapó ainda conserva suas características tradicionais como organização social, assim a ornamentação corporal dentro da comunidade é tratada como algo de extrema importância para essa população indígena.
Os Kayapó ocupam uma vasta região do sudeste do Pará, entre os Rios Xingu e Tocantins. As artes expressadas por essa comunidade está entre as mais conhecidas entre nós, por conta das diversas fotografias divulgadas por meio das comunicações em massa, porém, mesmo com toda divulgação das peças gráficas dessa comunidade, o significado dessas peças ficam a ser desvendadas.
Do ponto de vista estético, esta comunidade foi a que mais desenvolveu produções gráficas, depois dos Kadiwéu.
As mulheres desse povo dedicam a vida para as atividades gráficas, que simbolizam os valores mais altos da cultura Kayapó, pois essa função é considerada especialmente um atributo feminino dentro da comunidade e sempre se apresentam com uma mão preta, que representa a mão que usam para executar as pinturas e a outra branca, que seria a mão que segura, desta forma, elas comunicam sua condição de pintoras. Os homens costumam apenas passar carvão ou urucum no corpo e no rosto. Em suas representações gráficas e pinturas corporais está contida uma grande variedade de referencias da natureza, como: onças, peixes, antas, plantas, veados, cobras e quelônios. De acordo com Marcel Mauss e Claude Lévi-Strauss, a pintura para esse povo significa sua representação social, sendo o corpo a forma plástica e a pintura o que o individuo representa socialmente.

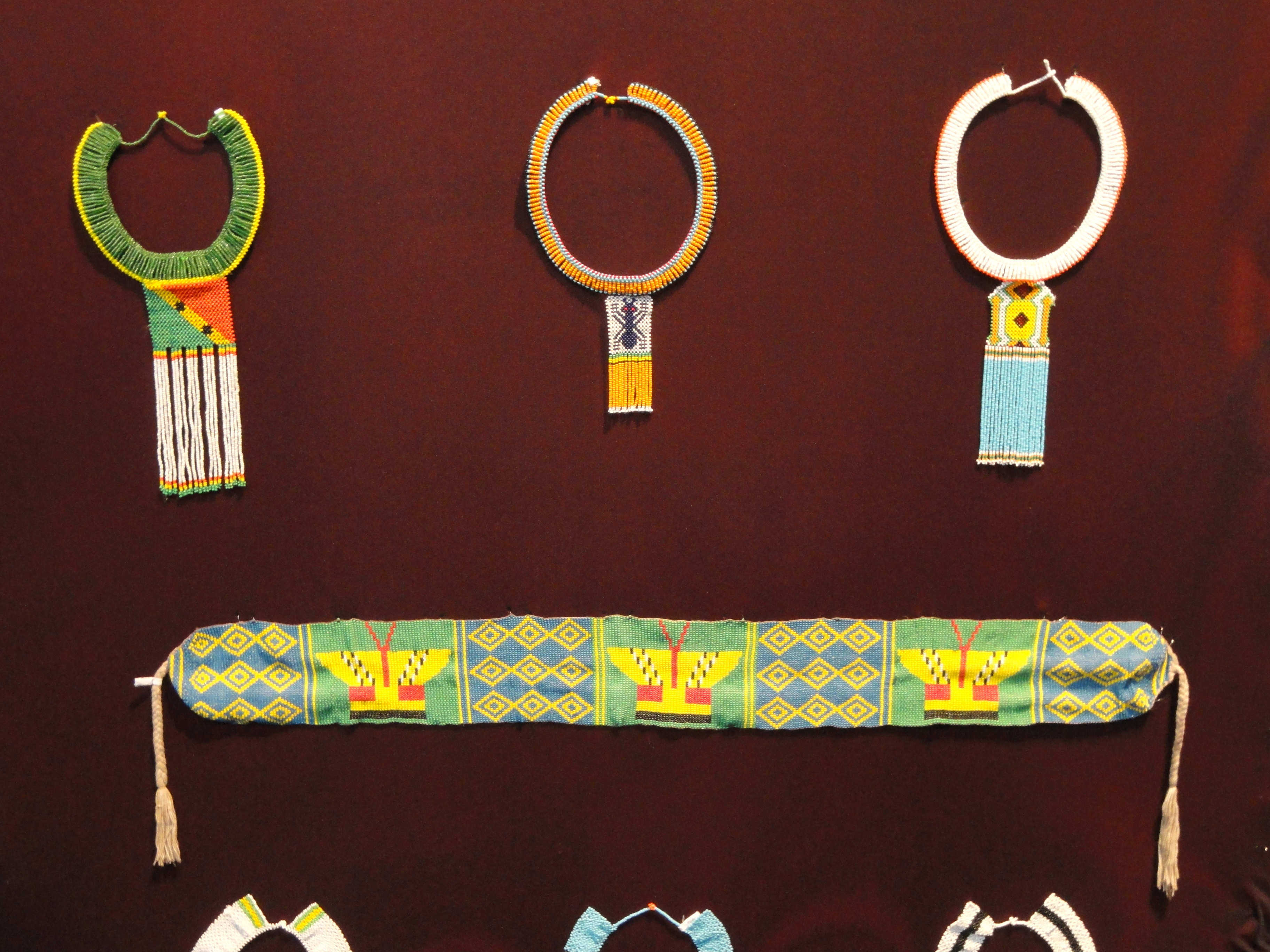
Miçangas Kayapó

Nas crianças, a pintura são aplicadas com estiletes, porém, também é comum que as faixas de tinta de jenipapo seja aplicada com a mão mesmo e são usados pentes de madeiras para riscar as faixas. As crianças pequenas recebem as mesmas pinturas independente do sexo, isso simboliza a importância que o bebê tem para sua mãe e o cuidado que ela que ela tem com o filho e é parte do processo de socialização da criança dentro da comunidade. Além disso, pintar o corpo de seu filho serve como aprendizagem da prática para uma jovem mão kayapó.
As pinturas corporais dentro da comunidade seguem padrões geométricos, formados por linhas retas ou quebradas, formando triângulos ou quadrados, seus significados não podem ser traduzidos sem que os próprios autores expliquem, mas sempre estão relacionadas a elementos da natureza, animais e objetos usados no dia a dia da comunidade.

## Comercialização de peças gráficas
No empenho pela sobrevivência, muitos grupos, hoje, são obrigados a comercializar a sua produção artística, impostos pelo gosto e as conveniências da sociedade capitalista que manipula essa arte. E assim os artistas indígenas integram novas formas e usam novos materiais. As exigências de uma arte 'para fora' transformam a arte em artesanato, destinado ao consumo exótico.

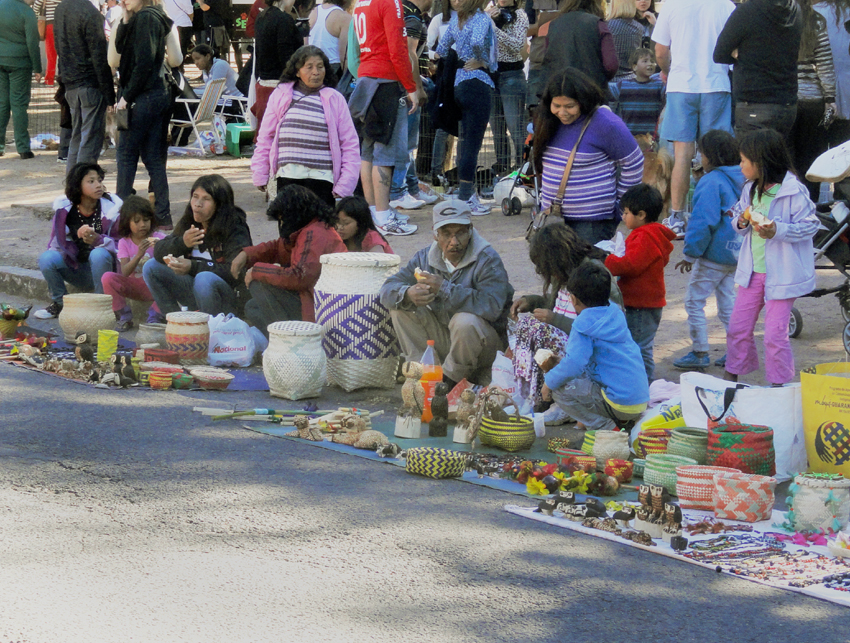
Indígenas guarani vendendo artesanato na Feira do Bom Fim, Porto Alegre

O grupo étnico Kayapó tem uma sólida tradição de arte plumária, especialmente do tipo monumental, atualmente muito requisitados pelo mercado externo, estão sendo submetidos a certas modificações. Os Xikrin - grupo de língua Kayapó - separam de forma clara uma 'arte para dentro' e uma 'arte para fora', isto é, para a venda. Os grandes cocares tradicionais krokrokti são fabricados exclusivamente com penas de cauda de arara vermelha e preta e não são nunca comercializados. Destina-se ao comércio um tipo maior de cocar, que aproveita penas menores de várias aves, alinhadas em uma única fileira, com variados efeitos cromáticos.Também não são comercializadas as grandes esteiras kruapu. Além da confecção dos cocares, testeiras e diademas, servem-se das penas para a confecção de braçadeiras, pulseiras, bandoleiras e ornamentos dorsais.

## Ligações Externa
- Titulação arte Kusiwa
- Pinturas corporais indígenas são marcas de identidade cultural
- Governo do TO evidencia a simbologia da pintura corporal indígena que revela a identidade cultural dos povos ancestrais
- Pintura corporal